# Leptanthura communis
Leptanthura communis is een pissebed uit de familie Leptanthuridae. De wetenschappelijke naam van de soort is voor het eerst geldig gepubliceerd in 2007 door Negoescu.